# Bosco di Calatafimi
Bosco di Calatafimi este o arie protejată (arie specială de conservare — SAC, sit de importanță comunitară — SCI) din Italia întinsă pe o suprafață de 241 ha, integral pe uscat.

## Localizare
Centrul sitului Bosco di Calatafimi este situat la coordonatele 37°56′31″N 12°52′57″E / 37.942028°N 12.882609°E.

## Înființare
Situl Bosco di Calatafimi a fost declarat sit de importanță comunitară în septembrie 1995 pentru a proteja 1 specie de plante și 8 specii de animale. Situl a fost protejat și ca arie specială de conservare în decembrie 2015.

## Biodiversitate
Situată în ecoregiunea mediteraneană, aria protejată conține 6 habitate naturale: Galerii de Salix alba și de Populus alba, Păduri de Quercus suber, Tufărișuri termo-mediteraneene și de pre-deșert, Iazuri temporare mediteraneene, Păduri de stejar alb estice, Pseudostepă cu ierburi și specii anuale de Thero-Brachypodietea.
La baza desemnării sitului se află mai multe specii protejate:
- plante (1): Ophrys lunulata
- păsări (7): Alectoris graeca whitakeri, ciocârlie-cu-degete-scurte (Calandrella brachydactyla), șoim călător (Falco peregrinus), sfrâncioc cu cap roșu (Lanius senator), ciocârlie de bărăgan (Melanocorypha calandra), sitar de pădure (Scolopax rusticola), turturică (Streptopelia turtur)
- reptile (1): țestoasă bănățeană (Testudo hermanni)

Pe lângă speciile protejate, pe teritoriul sitului au mai fost identificate 27 de specii de plante, 2 specii de amfibieni, 3 specii de mamifere, 1 specie de nevertebrate, 3 specii de reptile.